# Mexikanska Apachekrigen
Mexikanska Apachekrigen kallades de väpnade konflikterna mellan Spanien, senare Mexiko, och apacheindianerna. Krigandet började under 1600-talet, då spanska bosättare kom till det som senare blev New Mexico. Stridigheterna pågick som intensivast från 1831 och fram till 1850-talet. Därefter sammanföll Mexikos operationer med Apachekrigen i USA, som under Victorios krig. Så sent som 1915 genomförde Mexiko militära operationer mot apacheindianer.

### Fotnoter
1. ↑  http://www.aaanativearts.com/apache/Apache_Mexican_Wars.htm
2. ↑  http://www.theoutlaws.com/indians3.htm